# Einstimmigkeitsprinzip
Das Einstimmigkeitsprinzip (auch Unanimitätsprinzip genannt) garantiert, dass eine Entscheidung mehrerer Akteure einstimmig erfolgt, das heißt unter Beteiligung aller anwesenden Stimmberechtigten und ohne Gegenstimmen. Das führt dazu, dass nur der „kleinste gemeinsame Nenner“ auch von allen akzeptiert wird. Durch das Einstimmigkeitsprinzip haben sowohl kleine als auch große Akteure das gleiche Stimmgewicht bzw. die gleichen Mitspracherechte.
Das Einstimmigkeitsprinzip hat den Nachteil, dass jeder einzelne Stimmberechtigte eine Art Veto-Recht hat und einen Beschluss durch Ablehnung blockieren kann. Im Gegensatz zu einer demokratischen Entscheidung mit Mehrheit kann beim Einstimmigkeitsprinzip eine starke Mehrheit vorhanden sein und dennoch durch eine Minderheit blockiert werden. Der Vorteil des Einstimmigkeitsprinzips dagegen ist, dass gewisse Verträge nie zustande gekommen wären, wäre in ihnen das Veto-Recht nicht eingeräumt worden.
In der Europäischen Union gilt zum Beispiel in der Gemeinsamen Außen- und Sicherheitspolitik, bei grenzüberschreitenden Steuerfragen sowie bei Zulassungsprüfungen, welche den Zugang von natürlichen Personen zum Beruf regeln, das Einstimmigkeitsprinzip.
Ein historisch bedeutsames Beispiel für das Einstimmigkeitsprinzip ist das Prinzip Quod omnes tangit des Reichstages (ab dem 16. Jahrhundert) des alten deutschen Reiches (bis 1806) bzw. seiner einzelnen Ständekollegien, wo galt, dass eine Entscheidung in einer Reichssache, die demnach alle Stände des Reiches betraf (quod omnes tangit), nur in Einstimmigkeit aller Mitglieder des Reichstages gefällt werden dürfe (ab omnibus approbari debet). So wurde zwar größtmögliche Gerechtigkeit in Reichsbeschlüssen erzielt, jedoch auch der legislative Prozess enorm verlangsamt, da verhandelt werden musste, bis letztlich ein Konsens erreicht war.
Auch der Alliierte Kontrollrat der Hauptsiegermächte des Zweiten Weltkrieges, der in Berlin tagte, musste seine Entscheidungen einstimmig fällen. Deshalb führten Meinungsverschiedenheiten bald zur Handlungsunfähigkeit des Rates.